# 국제 부패 반대의 날

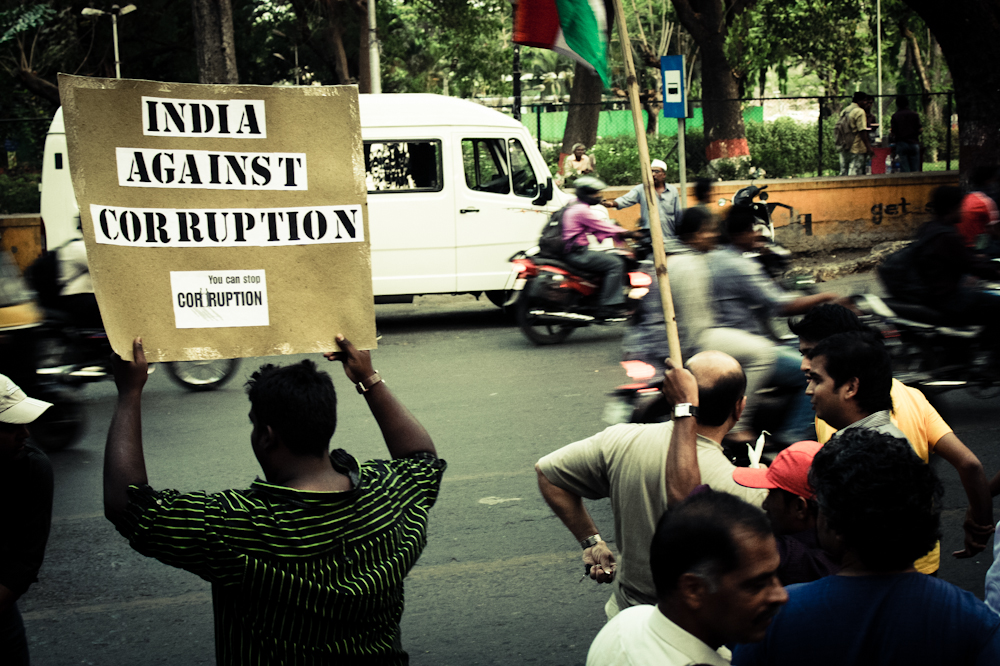
국제 부패 반대의 날

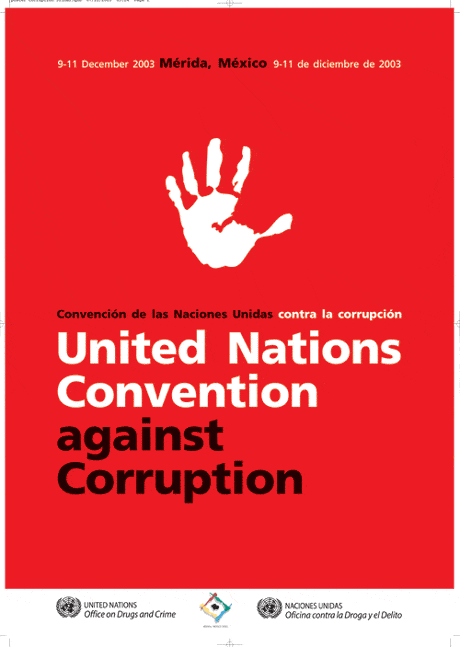
유엔 부패 방지 협약

국제 부패 반대의 날은 부패퇴치와 예방협약의 인식을 제고하기 위해 제정된 날로, 날짜는 12월 9일이다.

## 같이 보기
- 국제 투명성 기구
- 유엔 부패 방지 협약
- OECD 뇌물방지협약